# 虎耳状斑

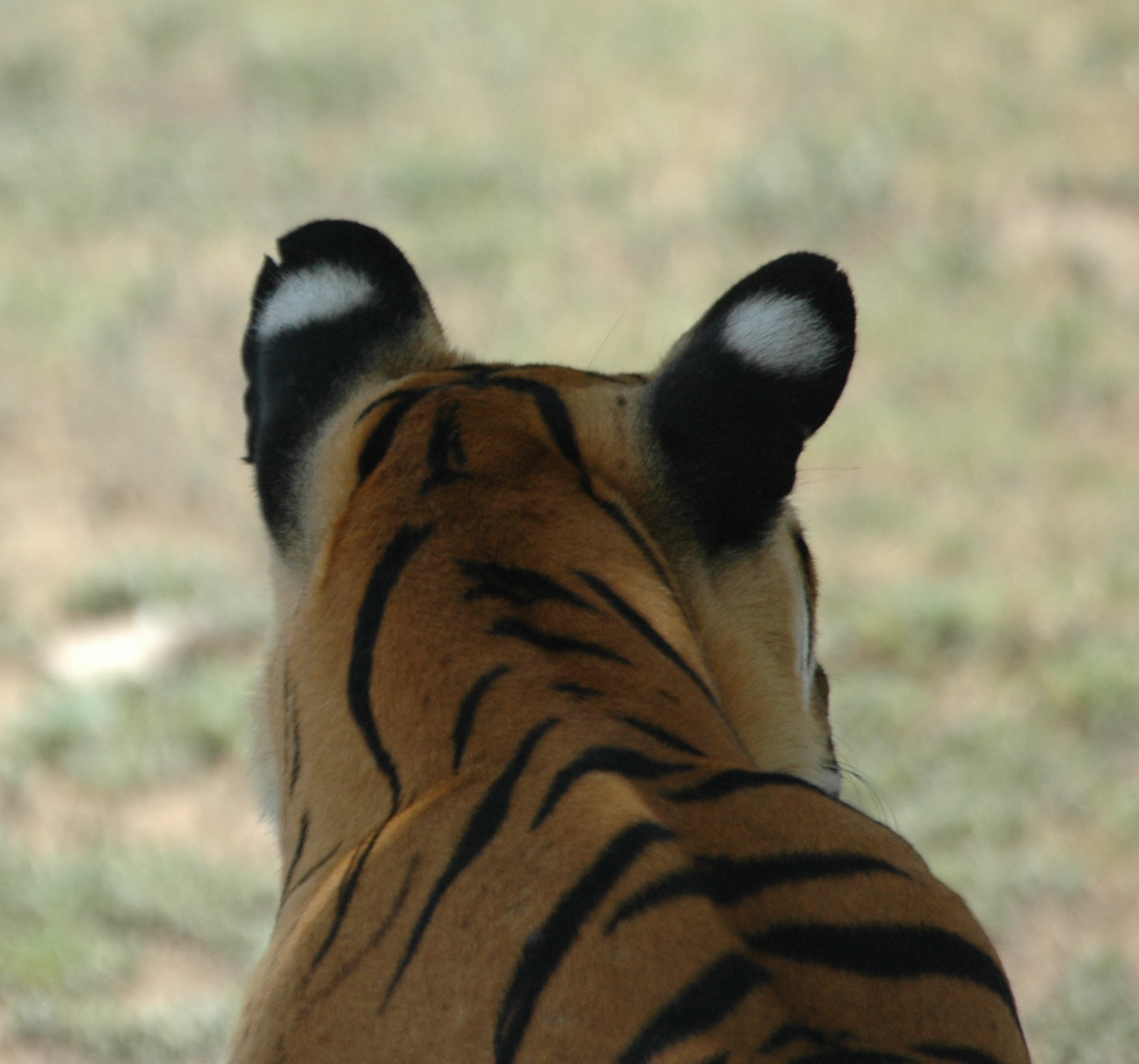
虎耳状斑

虎耳状斑（こじじょうはん）は多くのネコ科の動物の耳の裏にある白い斑点模様のこと。
イエネコにはみられないので、野性のネコとイエネコを区別するひとつの指標とされる。